# Philippe Villin
Pour les articles homonymes, voir Villin.
Ne doit pas être confondu avec Philippe Vilain.
Philippe Villin, né le 23 octobre 1954, est un banquier d'affaires ayant exercé également dans la presse quotidienne.

## Biographie
Philippe Villin est le fils unique d'un couple ayant créé une PME de plomberie dans l'Oise.
En 1975, il sort diplômé de Sciences-Po Paris. Après l'ENA, il devient inspecteur des finances. Il travaille plusieurs semaines dans les télécoms puis quitte l'administration en 1984.
Il se tourne alors vers le patron de presse Robert Hersant et devient vice-président directeur général du Figaro puis président de France-Soir. En 1988, il participe à l'arrivée de Franz-Olivier Giesbert, « prise de guerre » du concurrent Le Nouvel Observateur. Il lance aussi de nombreux projets : création des pages économiques de couleur saumon, du Figaroscope et du Figaro Étudiant, portage à domicile et construction d'une imprimerie à Roissy. Il signe aussi des tribunes contre le franc fort et critique le Premier ministre Édouard Balladur, qui demandera en vain son départ. Il est cependant remercié en 1994 pour s'être, selon Le Monde, pris pour le patron du groupe de presse, Robert Hersant « lui rappel[ant] brutalement qu'il n'est qu'un employé ».
Il se met alors à son compte comme banquier d'affaires, conseillant également de nombreux patrons de grandes entreprises françaises.
Se constituant une collection art déco, il commence par ailleurs à assumer publiquement son homosexualité, si bien que M, le magazine du Monde le désigne comme « l’éminence gay des grands patrons ». Il est en couple depuis le début des années 2000 avec un photographe.
En 2010, il convainc le président Nicolas Sarkozy de réaliser l'égalité fiscale pour les couples homosexuels, chose mise en place dans la loi de finances de l'année suivante. Il échoue cependant à l'amener à porter un projet de loi ouvrant le mariage et l'adoption aux couples de même sexe. En 2013, il soutient le projet de loi Taubira sur le même sujet.
Par ailleurs, il milite activement pour « faire exploser l'euro »,.
Il soutient Nicolas Sarkozy pour la primaire présidentielle des Républicains de 2016, dont il est l'un des principaux collecteurs de fonds. Après avoir appelé en vain au retour en politique de Nicolas Sarkozy, il soutient Xavier Bertrand pour l'élection présidentielle de 2022, organisant notamment des dîners de levée de fonds.

### Décoration
- Chevalier de la Légion d'honneur (2008)[7]

## Ouvrages
- Avec Jacques Brian (préf. Henri Gevrey), Les Départements français : 84, Vaucluse, Provence-Alpes-Côte-d'Azur, Paris, La Documentation française, coll. « Notes et études documentaires » (no 4 475-4 476), 1978 (réimpr. 1981), 152 p. (BNF 36646886)
- « Saint-Guillaume », Le Gaspillage des élites : confessions d'un nomenklaturiste français, Paris, Robert Laffont-Bonnel, coll. « Libertés 2000 », 1984, 184 p. (ISBN 2-221-04569-6, BNF 34762853)